# مارتن مارتنز
مارتن مارتنز هو عالم نبات وكيميائي بلجيكي وهولندي، ولد في 8 ديسمبر 1797 في ماستريخت في هولندا، وتوفي في 8 فبراير 1863 في لوفان في بلجيكا.